# 눈먼 자들의 도시 (영화)
눈먼 자들의 도시(Blindness)는 포르투갈의 소설가 주제 사라마구의 소설 《눈먼 자들의 도시》를 원작으로 미국, 캐나다, 브라질, 일본이 공동 제작한 영화이다.

## 출연

### 주연
- 줄리안 무어
- 마크 러팔로
- 가엘 가르시아 베르날
- 대니 글로버

### 조연
- 앨리스 브라가
- 이세야 유스케
- 기무라 요시노
- 돈 맥켈러
- 모리 체이킨
- 밋첼 나이
- 산드라 오
- 마이클 마호넨
- 마샤 번스
- 스콧 앤더슨
- 나디아 리츠
- 조리스 자스키
- 엠포 코아호
- 조 핑그
- 린린 루
- 잭키 브라운
- 조 콥든
- 톰 멜리시스
- 빌리 오티스
- 호르헤 몰리나
- 아만다 히버트
- 이사이 리베라 블래스
- 더글라스 실바

## 기타
- 원작자: 주제 사라마구
- 라인프로듀서: 시몬 차닝 윌리엄
- 라인프로듀서: 게일 에건